# バセル・アドラ
バセル・アドラ (アラビア語: باسل عدرا または باسل العدرا; 英語: Basel Adra、または Basil や Basal そして Al-Adra や Al-Adraaとも綴られる) は、パレスチナのヨルダン川西岸地区を拠点とするパレスチナ人ジャーナリスト、映画監督、フォトグラファー、そして活動家である。

## 人物
日本語ではバーセル・アドラーという表記が、2025年1月以降、映画配給会社によって採用されている。
アドラが共同脚本及び共同監督を務め、ヨルダン川西岸地区のイスラエル人入植者による暴力と強制追放を描いた2024年のドキュメンタリー映画『ノー・アザー・ランド 故郷は他にない』は、第74回ベルリン国際映画祭においてプレミア上映され、2部門の最優秀ドキュメンタリー賞を受賞した。

## 私生活
バセル・アドラは、パレスチナのヨルダン川西岸地区、ヘブロン県アトゥワニで父親ナセルのもとに生まれた。 アドラはヘブロンのマサフェル・ヤッタに在住している。

## キャリアと活動
バセル・アドラは活動家で、ベツェレムのボランティア・フォトグラファーである。彼はオンライン出版である『+972マガジン』と『ローカル・コール』のジャーナリストとして働いている。また、ザ・ネイションなどの出版物にも寄稿している。
2021年、ハコル・ハイェフディとイスラエルのテレビ局チャンネル12は、イスラエル国防軍 (IDF) を陥れるために、ヨルダン川西岸のヘブロン・ヒルズ地域で建物に放火したとしてアドラを偽って告発した。しかしチャンネル12がニュースが「パレスチナ人が家屋に放火しようとしている」として提示したイスラエル軍将校のボディカメラには、将校がアドラに近づき、火事を起こしたと非難している様子が映っているだけだった。一方、アドラが撮影していたビデオには将校の動画より前の時点から始まっており、イスラエル軍が撃った催涙ガス弾が枯れ木の山に着弾して火災が始まる様子がはっきりと映っていた。
2022年5月2日、チャンネル12は「ベツェレムの写真家バセル・アル・アドラは、この事件の『放火未遂』には関与していなかった」との訂正ニュースを放映した。
2022年5月8日、彼は自分が建てた建造物をイスラエル軍が解体する様子を取材中に同軍兵士に殴打された。

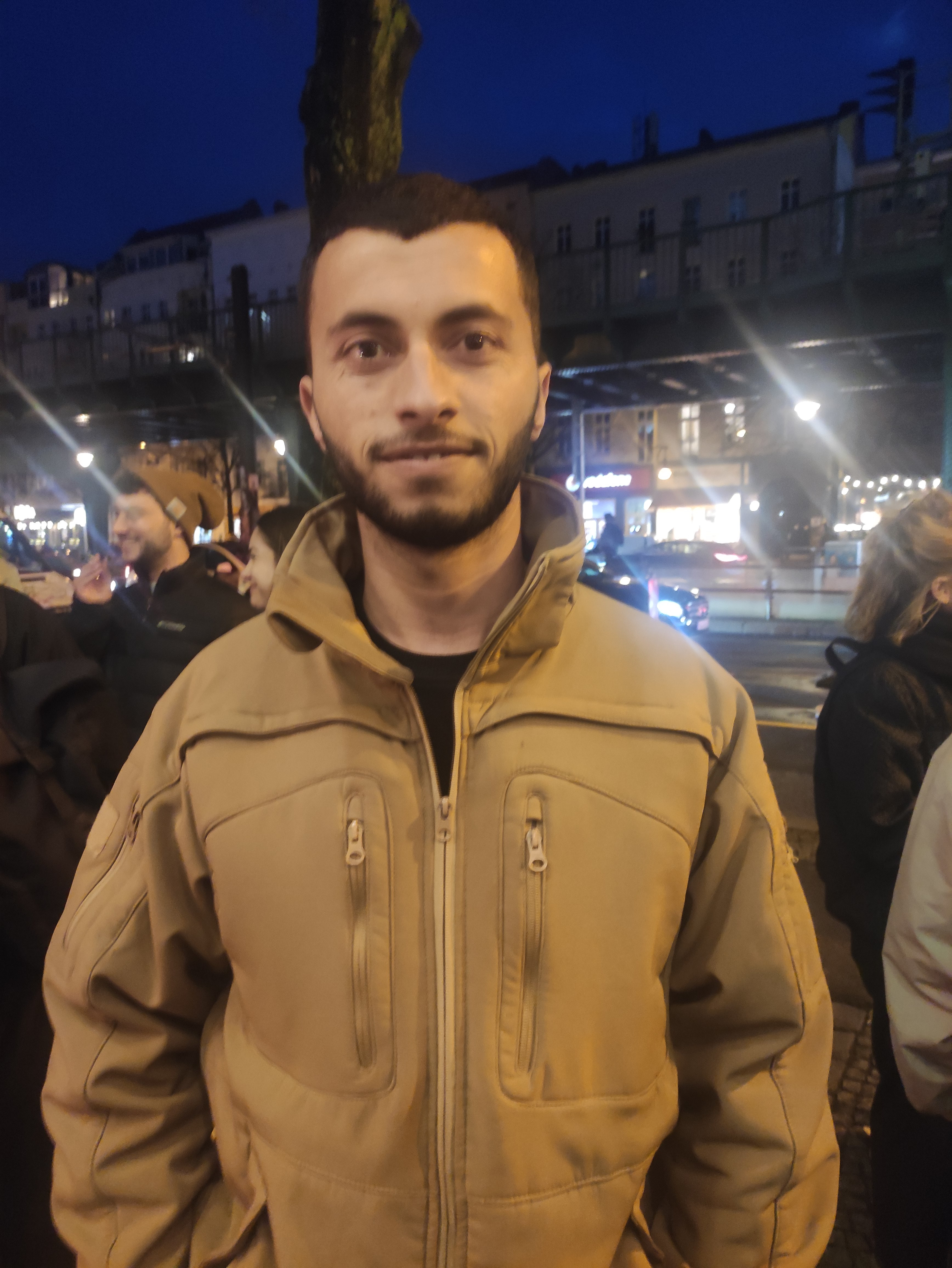
第74回ベルリン国際映画祭でのバセル・アドラ

2024年2月、アドラがイスラエル人ジャーナリストのユヴァル・アブラハムとともに共同監督を務めたマサフェル・ヤッタの状況を描いた映画『ノー・アザー・ランド 故郷は他にない』が、第74回ベルリン国際映画祭においてプレミア上映され、ベルリン国際映画祭ドキュメンタリー映画賞と最優秀ドキュメンタリー映画のパノラマ観客賞を受賞した。